# Isak Dybvik Määttä
Isak Dybvik Määttä (Ålesund, 19 settembre 2001) è un calciatore norvegese, centrocampista e attaccante del Bodø/Glimt.

## Carriera

### Club
Dybvik Määttä è cresciuto nelle giovanili del Fiskerstrand, per poi entrare a far parte di quelle del Langevåg. Ha esordito nella prima squadra di quest'ultimo club nel corso della stagione 2016.
Nel 2018 è passato all'Aalesund, che lo ha aggregato alle proprie giovanili. Il 18 giugno 2019 ha firmato il primo contratto professionistico con il club. Il 9 novembre successivo è arrivato l'esordio in 1. divisjon, subentrando a Jørgen Hatlehol nella vittoria per 3-1 sul Sandefjord. Al termine di quella stessa stagione, l'Aalesund ha centrato la promozione in Eliteserien.
Il 29 luglio 2020 ha debuttato quindi nella massima divisione locale, sostituendo ancora Hatlehol nel successo per 3-2 sullo Start. Il 16 ottobre seguente ha rinnovato il contratto che lo legava all'Aalesund, fino al 31 dicembre 2023. Alla fine del campionato 2020, l'Aalesund è retrocesso in 1. divisjon.
Il 28 agosto 2021 ha trovato la prima rete, nella vittoria per 4-2 sul Raufoss. Ha contribuito alla nuova promozione dell'Aalesund, arrivata alla conclusione di quella stessa annata.
Il 28 luglio 2022, gli olandesi del Groningen hanno comunicato l'ingaggio di Dybvik Määttä con un contratto quadriennale, con opzione per un'ulteriore stagione: ha scelto di vestire la maglia numero 18. Ha esordito in Eredivisie in data 7 agosto, schierato titolare nel pareggio per 2-2 contro il Volendam.
Il 12 luglio 2024 viene acquistato dal Bodø/Glimt.

### Nazionale
Dybvik Määttä ha rappresentato la Norvegia a livello Under-18 e Under-20.

## Statistiche

### Presenze e reti nei club
Statistiche aggiornate al 27 agosto 2022.
| Stagione        | Club            | Campionato      | Campionato | Campionato | Coppe nazionali | Coppe nazionali | Coppe nazionali | Coppe continentali | Coppe continentali | Coppe continentali | Supercoppe | Supercoppe | Supercoppe | Totale | Totale |
| Stagione        | Club            | Comp            | Pres       | Reti       | Comp            | Pres            | Reti            | Comp               | Pres               | Reti               | Comp       | Pres       | Reti       | Pres   | Reti   |
| --------------- | --------------- | --------------- | ---------- | ---------- | --------------- | --------------- | --------------- | ------------------ | ------------------ | ------------------ | ---------- | ---------- | ---------- | ------ | ------ |
| 2016            | Langevåg        | 4D              | ?          | ?          | CN              | 0               | 0               | -                  | -                  | -                  | -          | -          | -          | ?      | ?      |
| 2017            | Langevåg        | 4D              | ?          | ?          | CN              | 1               | 0               | -                  | -                  | -                  | -          | -          | -          | 1+     | 0+     |
| Totale Langevåg | Totale Langevåg | Totale Langevåg | ?          | ?          |                 | 1               | 0               |                    | -                  | -                  |            | -          | -          | 1+     | 0+     |
| 2019            | Aalesund        | 1D              | 1          | 0          | CN              | 2               | 0               | -                  | -                  | -                  | -          | -          | -          | 3      | 0      |
| 2020            | Aalesund        | ES              | 12         | 0          | -               | -               | -               | -                  | -                  | -                  | -          | -          | -          | 12     | 0      |
| 2021            | Aalesund        | 1D              | 23         | 2          | CN              | 3               | 1               | -                  | -                  | -                  | -          | -          | -          | 26     | 3      |
| gen.-lug. 2022  | Aalesund        | ES              | 15         | 3          | CN              | 2               | 1               | -                  | -                  | -                  | -          | -          | -          | 17     | 4      |
| Totale Aalesund | Totale Aalesund | Totale Aalesund | 51         | 5          |                 | 7               | 2               |                    | -                  | -                  |            | -          | -          | 58     | 7      |
| 2022-2023       | Groningen       | ED              | 4          | 0          | CO              | 0               | 0               | -                  | -                  | -                  | -          | -          | -          | 4      | 0      |
| Totale          | Totale          | Totale          | 55+        | 5+         |                 | 8               | 2               |                    | -                  | -                  |            | -          | -          | 63+    | 7+     |

## Palmarès
- Campionato norvegese: 1

Bodø/Glimt: 2024